# Рододендрон Форреста
Рододендрон Форреста (лат. Rhododéndron forrestii) — вечнозелёный кустарник, вид подсекции Neriiflora, секции Ponticum, подрода Hymenanthes, рода Рододендрон (Rhododendron), семейства Вересковые (Ericaceae). Этот вид назван в честь ботаника Джорджа Форреста, впервые собравшего образцы этого растения в 1905 году.
Китайское название: 紫背杜鹃 zi bei du juan.
Используется в селекции декоративных садовых рододендронов.

## Распространение и экология
Влажные каменистые пастбища, влажные каменистые склоны, скалистые склоны, скалы; 3000-4200 метров над уровнем моря.
Китай (юго-восток Тибета, северо-запад Юньнань), северо-восточная Мьянма.

## Ботаническое описание
Карликовые ползучие кустарники, 20—60 (—90) см высотой; молодые побеги около 2 мм в диаметре.
Черешки листьев 4—8 мм, железистые, опушённые и скудно хлопьевидно-войлочные; листовые пластинки кожистые, обратнояйцевидные до округлых, 1,3—2,8 × 0,8—1,7 см.
Соцветие 1 (или 2) цветковые. Цветоножка 1 (—2,5) см, густо железисто опушённая; чашечка в форме блюдца, мясистая; венчик трубчато-колокольчатый, малиновый, 2,9—3,8 см. Тычинок 10, длиной 1,5—1,8 см, нити голые.
Цветение: май-июнь.

## Подвиды
- Rhododendron forrestii subsp. forrestii — листовые пластинки 1,2—1,7 см шириной, абаксиальная сторона фиолетовая или зелёная, сосочков нет, железистых волосков мало или они отсутствуют.
- Rhododendron forrestii subsp. papillatum D. F. Chamberlain — листовые пластинки 0,8-1,2 см шириной, абаксиальный сторона сизоватая, сосочки присутствуют, железистые волоски хорошо заметны[4].

## В культуре
Выдерживает зимние понижения температуры до −18 °С.